# Eozapus setchuanus
Eozapus setchuanus es una especie de roedor de la familia Dipodidae.

## Distribución geográfica
Es endémica de China.

## Hábitat
Su hábitat natural son: bosques templados.

## Estado de conservación
En 1996 fue clasificada como una especie vulnerable por la pérdida de su hábitat natural, sin embargo a partir de 2008 se cataloga como una especie bajo preocupación menor.